# غلام تپه جنوبی
غلام تپه جنوبی در شهرستان رزن، بخش سردرود، روستای قایش واقع شده و این اثر در تاریخ ۲۷ مرداد ۱۳۸۲ با شمارهٔ ثبت ۹۶۶۹ به‌عنوان یکی از آثار ملی ایران به ثبت رسیده است.